# ألكساندرا باورز
ألكساندرا باورز (بالإنجليزية: Alexandra Powers)‏ هي ممثلة أمريكية، ولدت في 9 سبتمبر 1967 في نيويورك في الولايات المتحدة.

## أعمال

### أفلام
- قناع[5]
- مجتمع الشعراء الأموات[6]

## وصلات خارجية
- ألكساندرا باورز على موقع IMDb (الإنجليزية)
- ألكساندرا باورز على موقع قاعدة بيانات الفيلم (الإنجليزية)